# 黃師誾
黃師誾（？年—？年），字誾如，號筱琴，山東寧陽縣人。清朝政治人物，咸豐初年進士。父黃恩彤，官至廣東巡撫。

## 生平
道光二十三年（1843年）中舉人，咸豐二年（1852年）成進士。選翰林院庶吉士，散館授編修，賞戴花翎。累官廣西桂林府知府。